# Plankovo vreme
U kvantnoj mehanici, Plankovo vreme (tP) je jedinica vremena u sistemu prirodnih jedinica poznatih kao Plankove jedinice. Plankova vremenska jedinica je vreme potrebno za putovanje svetlosti na udaljenost od 1 Plankove dužine u vakuumu, što je vremenski interval od približno 5.39 × 10 −44 s. Ova jedinica je nazvana po Maksu Planku, koji je prvi predložio njeno postojanje.
Plankovo vreme je definisano kao:
{\displaystyle t_{\mathrm {P} }\equiv {\sqrt {\frac {\hbar G}{c^{5}}}}}
gde je: ħ = h⁄2π redukovana Plankova konstant (ponekad se h koristi umesto ħ u definiciji), G = gravitaciona konstanta, и c = brzina svetlosti u vakuumu. Koristeći poznate vrednosti konstanti, približna ekvivalentna vrednost u smislu SI jedinice, sekunde, je {\displaystyle 1\ t_{\mathrm {P} }\approx 5.391\,245(60)\times 10^{-44}\ \mathrm {s} ,} pri čemu cifre u zagradi označavaju standardnu grešku aproksimirane vrednosti.

## Uvod
Svakom sistemu merenja može se dodeliti međusobno nezavisni skup osnovnih veličina i pridruženih osnovnih jedinica, iz kojih se mogu izvesti sve druge veličine i jedinice. U Međunarodnom sistemu jedinica, na primer, SI bazne veličine uključuju dužinu sa pripadajućom jedinicom metra. U sistemu Plankovih jedinica može se odabrati sličan skup osnovnih veličina i pridruženih jedinica, u kojima se mogu izraziti druge veličine i koherentne jedinice. Plankova jedinica za dužinu postala je poznata kao Plankova dužina, a Plankova jedinica za vreme je poznata kao Plankovo vreme, ali ova nomenklatura nije ustanovljena da se obuhvata sve veličine.
Sve Plankove jedinice su izvedene iz dimenzionalnih univerzalnih fizičkih konstanti koje definišu sistem, a u konvenciji u kojoj su ove jedinice izostavljene (tj. tretiraju se kao da imaju bezdimenzionalnu vrednost 1), ove konstante se zatim eliminišu iz jednačina fizike u kojima se pojavljuju. Na primer, Njutnov zakon univerzalne gravitacije,
{\displaystyle F=G{\frac {m_{1}m_{2}}{r^{2}}}=\left({\frac {F_{\text{P}}l_{\text{P}}^{2}}{m_{\text{P}}^{2}}}\right){\frac {m_{1}m_{2}}{r^{2}}},}
može se izraziti kao:
{\displaystyle {\frac {F}{F_{\text{P}}}}={\frac {\left({\dfrac {m_{1}}{m_{\text{P}}}}\right)\left({\dfrac {m_{2}}{m_{\text{P}}}}\right)}{\left({\dfrac {r}{l_{\text{P}}}}\right)^{2}}}.}
Obe jednačine su dimenzionalno konzistentne i podjednako važe u bilo kom sistemu veličina, ali druga jednačina, sa odsustvom G, odnosi se samo na bezdimenzionalne veličine pošto je svaki odnos dve istodimenzionalne veličine bezdimenzionalna veličina. Ako se, stenografskom konvencijom, podrazumeva da je svaka fizička veličina odgovarajući odnos sa koherentnom Plankovom jedinicom (ili „izraženom u Plankovskim jedinicama“), gornji odnosi se mogu izraziti jednostavno simbolima fizičke veličine, bez skaliranja eksplicitno njihovom odgovarajućom jedinicom:
{\displaystyle F'={\frac {m_{1}'m_{2}'}{r'^{2}}}.}
Ova poslednja jednačina (bez G) važi sa F′, m1′, m2′, i r′ koji su bezdimenzionalne količine odnosa koje odgovaraju standardnim veličinama, napisane npr.  F′ ≘ F or F′ = F/FP, ali ne kao direktna jednakost veličina. Ovo može izgledati kao „postavljanje konstanti c, G, itd. na 1” ako se korespondencija veličina smatra jednakošću. Iz tog razloga, Plankova ili druge prirodne jedinice treba pažljivo koristiti. Pozivajući se na „G = c = 1”, Pol S. Veson je napisao da „Matematički je to prihvatljiv trik koji štedi trud. Fizički predstavlja gubitak informacija i može dovesti do zabune.”

## Istorija
Koncept prirodnih jedinica uveden je 1874. godine, kada je Džordž Džonston Stoni, primetivši da je električni naboj kvantizovan, izveo jedinice dužine, vremena i mase, sada nazvane Stonijevim jedinicama u njegovu čast. Stoni je izabrao svoje jedinice tako da G, c i naelektrisanje elektrona e budu numerički jednaki 1. Godine 1899, godinu dana pre pojave kvantne teorije, Maks Plank je uveo ono što je kasnije postalo poznato kao Plankova konstanta. Na kraju rada je predložio osnovne jedinice koje su kasnije nazvane u njegovu čast. Plankove jedinice su zasnovane na kvantu akcije, sada obično poznatom kao Plankova konstanta, koja se pojavila u Vinovoj aproksimaciji za zračenje crnog tela. Plank je naglasio univerzalnost novog sistema jedinica, pišući:
... die Möglichkeit gegeben ist, Einheiten für Länge, Masse, Zeit und Temperatur aufzustellen, welche, unabhängig von speciellen Körpern oder Substanzen, ihre Bedeutung für alle Zeiten und für alle, auch ausserirdische und aussermenschliche Culturen nothwendig behalten und welche daher als »natürliche Maasseinheiten« bezeichnet werden können.

... moguće je postaviti jedinice za dužinu, masu, vreme i temperaturu, koje su nezavisne od posebnih tela ili supstanci, nužno zadržavajući svoje značenje za sva vremena i za sve civilizacije, uključujući vanzemaljske i neljudske, koje mogu nazvati „prirodnim jedinicama mere“.
Plank je razmatrao samo jedinice zasnovane na univerzalnim konstantama {\displaystyle G}, {\displaystyle h}, {\displaystyle c}, i {\displaystyle k_{\rm {B}}} da bi došao do prirodnih jedinica za dužinu, vreme, masu i temperaturu. Njegove definicije se razlikuju od modernih za faktor {\displaystyle {\sqrt {2\pi }}}, jer moderne definicije koriste {\displaystyle \hbar }, a ne {\displaystyle h}.
| Naziv                | Dimenzija       | Izraz                                                                         | Vreme (SI jedinice)  |
| -------------------- | --------------- | ----------------------------------------------------------------------------- | -------------------- |
| Plankova dužina      | dužina (L)      | {\displaystyle l_{\text{P}}={\sqrt {\frac {\hbar G}{c^{3}}}}}                 | 1,616255(18)×10−35 m |
| Plankova masa        | masa (M)        | {\displaystyle m_{\text{P}}={\sqrt {\frac {\hbar c}{G}}}}                     | 2,176434(24)×10−8 kg |
| Plankovo vreme       | vreme (T)       | {\displaystyle t_{\text{P}}={\sqrt {\frac {\hbar G}{c^{5}}}}}                 | 5,391247(60)×10−44 s |
| Plankova temperatura | temperatura (Θ) | {\displaystyle T_{\text{P}}={\sqrt {\frac {\hbar c^{5}}{Gk_{\text{B}}^{2}}}}} | 1,416784(16)×1032 K  |

Za razliku od slučaja sa Međunarodnim sistemom jedinica, ne postoji zvanični entitet koji uspostavlja definiciju Plankovog sistema jedinica. Neki autori definišu osnovne Plankove jedinice kao one za masu, dužinu i vreme, s obzirom da je dodatna jedinica za temperaturu suvišna. Druge tabele dodaju, pored jedinice za temperaturu, i jedinicu za električni naboj, tako da bilo Kulonova konstanta {\displaystyle k_{e}} ili permitivnost vakuuma {\displaystyle \epsilon _{0}} normalizovana na 1. Dakle, u zavisnosti od autorovog izbora, ova jedinica naplate je data sa
{\displaystyle q_{\text{P}}={\sqrt {4\pi \epsilon _{0}\hbar c}}\approx 1.875546\times 10^{-18}{\text{ C}}\approx 11.7\ e}
za {\displaystyle k_{\text{e}}=1}, ili
{\displaystyle q_{\text{P}}={\sqrt {\epsilon _{0}\hbar c}}\approx 5.290818\times 10^{-19}{\text{ C}}\approx 3.3\ e.}
za {\displaystyle \varepsilon _{0}=1}. Neke od ovih tabela takođe zamenjuju masu energijom.

## Fizički značaj
Plankovo vreme je jedinstvena kombinacija gravitacione konstante G, specijalno-relativističke konstante c, i kvantne konstante ħ, kojom je proizvedena konstanta sa dimenzijom vremena. Pošto Plankovo vreme proističe iz dimenzione analize, koja ignoriše konstantne faktore, nema razloga da se veruje da tačno jedna jedinica Planckovog vremena ima neki poseban fizički značaj. Naprotiv, Plankovo vreme predstavlja grubu vremensku skalu na kojoj je verovatno da će kvantni gravitacioni efekti postati značajni. To esencijalno znači da, iako manje jedinice vremena mogu postojati, one su toliko male da je njihov uticaj na naše postojanje zanemarljiv. Priroda tih efekata, kao i tačna vremenska skala na kojoj će se pojaviti, bi trebalo da budu izvedeni iz teorije kvantne gravitacije.
Recipročna vrednost Plankovog vremena, koja je Plankova frekvencija, može se interpretirati kao gornja granica frekvencije talasa. Ovo sledi iz tumačenja Plankove dužine kao minimalne dužine, a time i donje granice na talasnoj dužini.
Svi naučni eksperimenti i ljudska iskustva se dešavaju tokom vremenskih skala koje su mnogo redova veličine duže od Plankovog vremena, čineći događaje koji se dešavaju na Plankovoj skali nedetektivim putem trenutnih naučnih saznanja. Prema podacima iz novembra 2016. godine, najmanja neizvesnost vremenskog intervala u direktnim merenjima je reda 850 zeptosekundi (8,50 × 10−19 sekundi).

## Napomene
1. ↑  For example, both Frank Wilczek and Barton Zwiebach do so,[3][13] as does the textbook Gravitation.[4]‍:1215
2. ↑  Choosing to normalize the Coulomb constant {\displaystyle k_{e}} to 1 establishes an exact correspondence between electric force and gravity: the electric attraction between two opposite Planck charges will match exactly the gravitational attraction between two Planck masses at any given distance.

## Literatura
- Barrow, John D. (2002). The Constants of Nature; From Alpha to Omega – The Numbers that Encode the Deepest Secrets of the Universe. New York: Pantheon Books. ISBN 978-0-375-42221-8. Easier.
- Barrow, John D.; Tipler,, Frank J. (1986). The Anthropic Cosmological Principle. Oxford: Claredon Press. ISBN 978-0-19-851949-2. Harder.
- Penrose, Roger (2005). „Section 31.1”. The Road to Reality. New York: Alfred A. Knopf. ISBN 978-0-679-45443-4.
- Planck, Max (1899). „Über irreversible Strahlungsvorgänge”. Sitzungsberichte der Königlich Preußischen Akademie der Wissenschaften zu Berlin (на језику: немачки). 5: 440—480. Архивирано из оригинала 03. 04. 2009. г. Приступљено 28. 06. 2019. pp. 478–80 contain the first appearance of the Planck base units other than the Planck charge, and of Planck's constant, which Planck denoted by b. a and f in this paper correspond to k and G in this entry.
- Tomilin, K. A. (1999). „Natural Systems of Units: To the Centenary Anniversary of the Planck System” (PDF). Proceedings Of The XXII Workshop On High Energy Physics And Field Theory: 287—296. Архивирано из оригинала (PDF) 17. 6. 2006. г.